# Edo Fantela
Edo Fantela, hrvatski jedriličar, trener olimpijskih, svjetskih i europskih prvaka Igora Marenića i Šime Fantele u klasi 470 u zadarskom JK Sv. Krševan. Otac je Šime i Mihe, poznatih hrvatskih jedriličara.
2014. je godine dobio nagradu za šport Franjo Bučar u kategoriji pojedinaca.

## Vanjske poveznice
- [neaktivna poveznica] Hina (H): Sve medalje Šime Fantele i Igora Marenića, 18. kolovoza 2016.